# Great Hale
Great Hale är en ort och civil parish i Storbritannien.   Den ligger i grevskapet Lincolnshire och riksdelen England, i den sydöstra delen av landet, 160 km norr om huvudstaden London. Great Hale ligger 10 meter över havet och antalet invånare är 626.
Terrängen runt Great Hale är mycket platt. Runt Great Hale är det ganska tätbefolkat, med 124 invånare per kvadratkilometer. Närmaste större samhälle är Boston, 17,6 km öster om Great Hale. Trakten runt Great Hale består till största delen av jordbruksmark.